# Колтон Ајверсон
Колтон Ајверсон (енгл. Colton Iverson; Абердин, Јужна Дакота, 29. јун 1989) је амерички кошаркаш. Игра на позицији центра.

## Успеси

### Клупски
- Макаби Тел Авив:
  - Куп Израела (1): 2017.

### Појединачни
- Идеални тим ФИБА Лиге шампиона — друга постава (1): 2018/19.